# Rezerwat przyrody Crossness
Rezerwat przyrody Crossness (ang. Crossness Nature Reserve) – rezerwat przyrody zlokalizowany we wschodnim Londynie (dzielnica Bexley), na terenie obszaru bagien i pastwisk Erith Marshes, na południowym brzegu Tamizy, obok oczyszczalni ścieków Crossness, będącej własnością Thames Water.

## Przyroda
Rezerwat, powołany do życia w 2002, chroni ostatnie pozostałe obszary mokradeł i pastwisk na obszarze Wielkiego Londynu, sieć rowów i otwartych wód, zarośla i łąki oraz związaną z nimi przyrodę i siedliska. Jest miejscem występowania rzadkich ptaków, owadów i roślin. Żyje tu m.in. karczownik, nornik, cyraneczka, czajka, skowronek, płomykówka, krwawodziób, bekas, rycyk, a w wodach liny i wzdręgi. Stwierdzono tu ponad 130 gatunków ptaków. Obecnych jest wiele rzadkich bezkręgowców wodnych i lądowych, a także kilka ważnych gatunków roślin. Rezerwat można zwiedzać po specjalnie wyznaczonej i otwartej w 2006 ścieżce. 

## Przepompownia
Znajdująca się przy rezerwacie przepompownia Crossness została otwarta w 1865. W tym zabytkowym obecnie obiekcie znajdują się jedne z najbardziej imponujących wiktoriańskich konstrukcji żeliwnych na świecie.

## Galeria

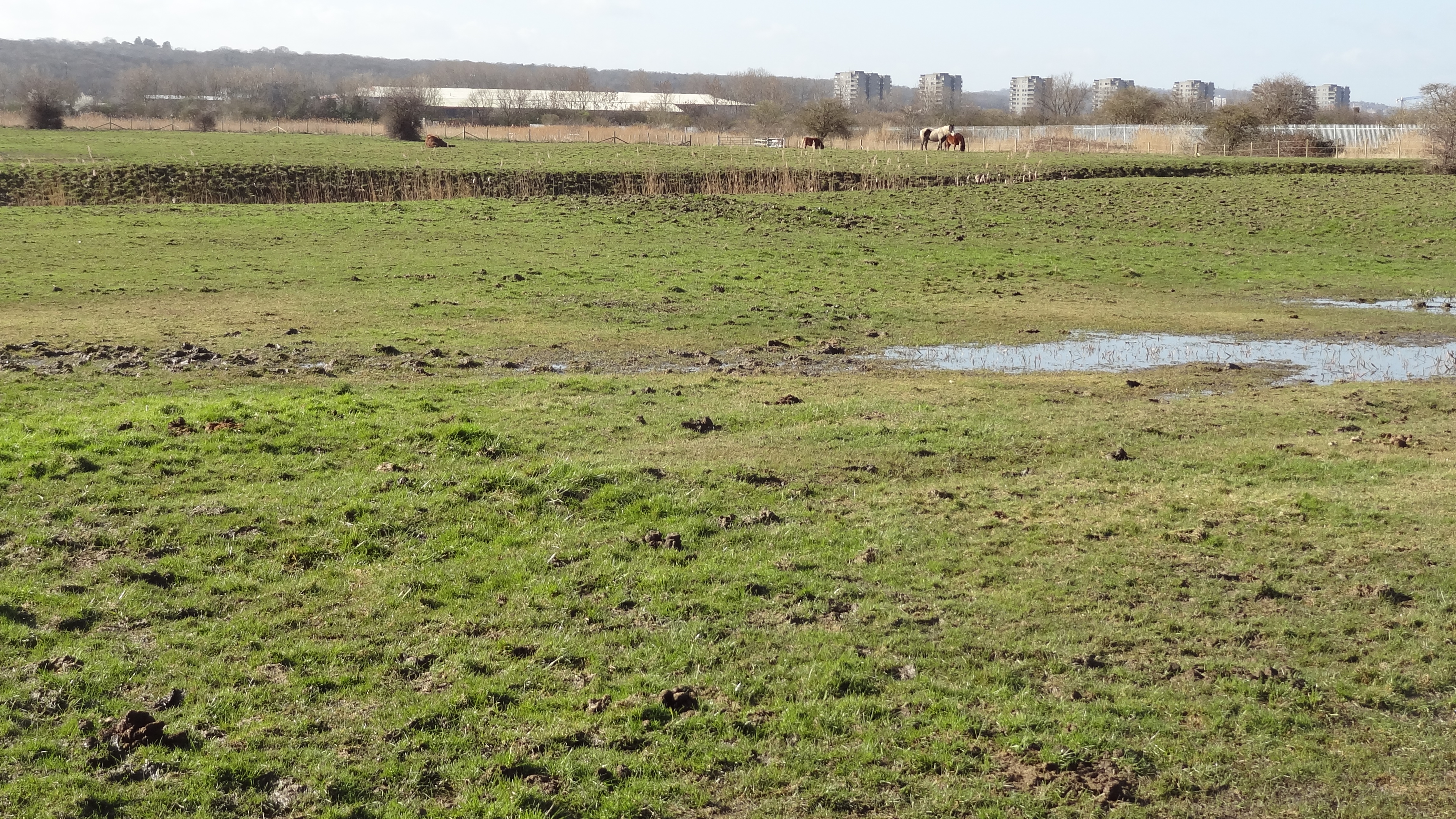
Pastwiska na terenie rezerwatu
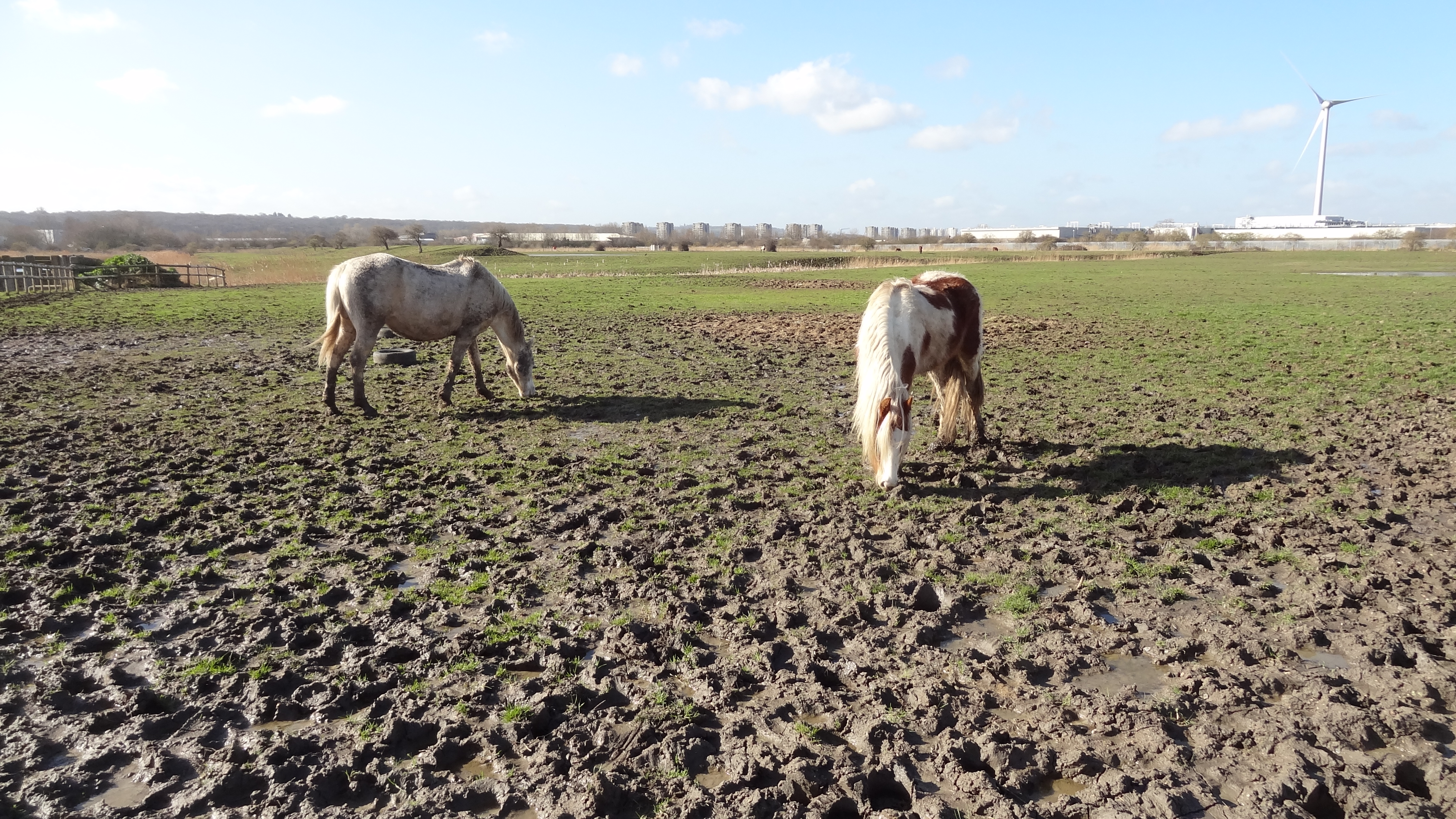
Wypas zwierząt